# Pseudopaludicola
Genre
Pseudopaludicola est un genre d'amphibiens de la famille des Leptodactylidae.

## Répartition
Les 21 espèces de ce genre se rencontrent en Amérique du Sud.

## Liste des espèces
Selon Amphibian Species of the World (10 juin 2017) :
- Pseudopaludicola ameghini (Cope, 1887)
- Pseudopaludicola atragula Pansonato, Mudrek, Veiga-Menoncello, Rossa-Feres, Martins, & Strüssmann, 2014
- Pseudopaludicola boliviana Parker, 1927
- Pseudopaludicola canga Giaretta & Kokubum, 2003
- Pseudopaludicola ceratophyes Rivero & Serna, 1985
- Pseudopaludicola facureae Andrade & Carvalho, 2013
- Pseudopaludicola falcipes (Hensel, 1867)
- Pseudopaludicola giarettai Carvalho, 2012
- Pseudopaludicola hyleaustralis Pansonato, Morais, Ávila, Kawashita-Ribeiro, Strussmann, & Martins, 2012
- Pseudopaludicola ibisoroca Pansonato, Veiga-Menoncello, Mudrek, Jansen, Recco-Pimentel, Martins, & Strüssmann, 2016
- Pseudopaludicola jaredi Andrade, Magalhães, Nunes-de-Almeida, Veiga-Menoncello, Santana, Garda, Loebmann, Recco-Pimentel, Giaretta, & Toledo, 2016
- Pseudopaludicola llanera Lynch, 1989
- Pseudopaludicola mineira Lobo, 1994
- Pseudopaludicola motorzinho Pansonato, Veiga-Menoncello, Mudrek, Jansen, Recco-Pimentel, Martins, & Strüssmann, 2016
- Pseudopaludicola murundu Toledo, Siqueira, Duarte, Veiga-Menoncello, Recco-Pimentel, & Haddad, 2010
- Pseudopaludicola mystacalis (Cope, 1887)
- Pseudopaludicola parnaiba Robert, Cardozo, & Ávila, 2013
- Pseudopaludicola pocoto Magalhães, Loebmann, Kokubum, Haddad, & Garda, 2014
- Pseudopaludicola pusilla (Ruthven, 1916)
- Pseudopaludicola saltica (Cope, 1887)
- Pseudopaludicola ternetzi Miranda-Ribeiro, 1937

## Publication originale
- Miranda-Ribeiro, 1926 : Notas para servirem ao estudo dos gymnobatrachios (Anura) brasileiros. Archivos do Museu Nacional do Rio de Janeiro, vol. 27, p. 1-227.